# Szlak Twierdzy Kraków

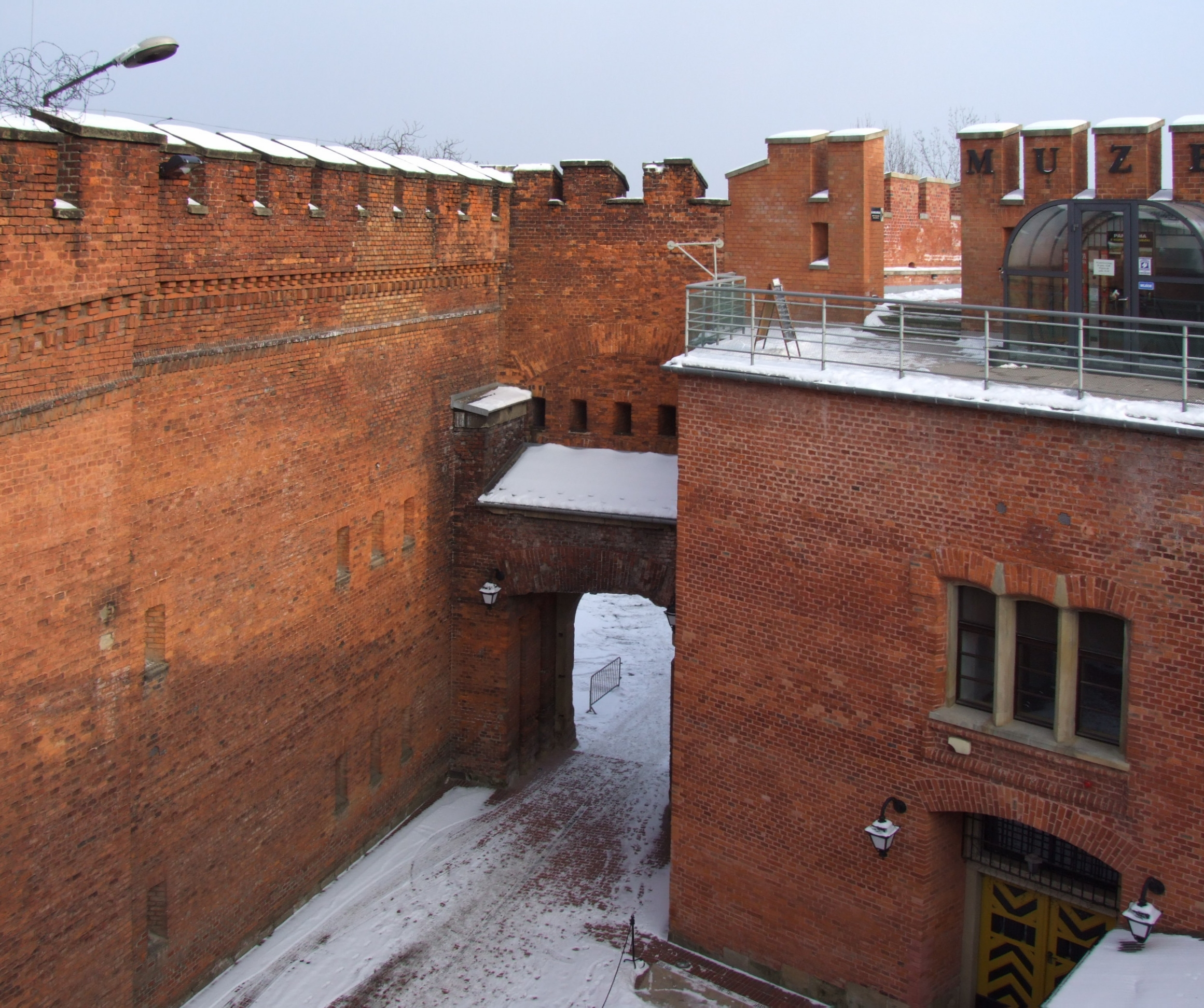
Fort „Kościuszko”

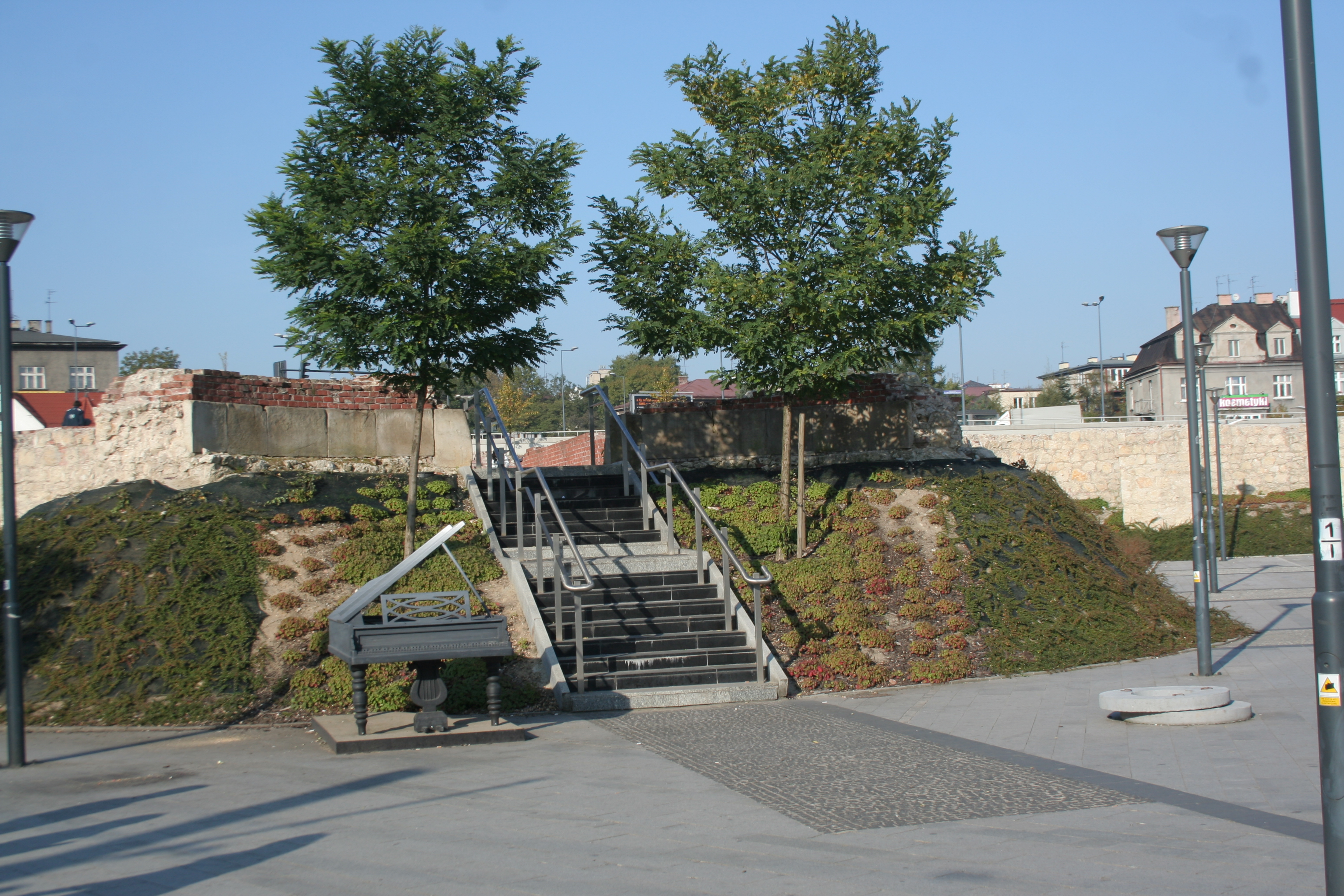
Fort „Lubicz”

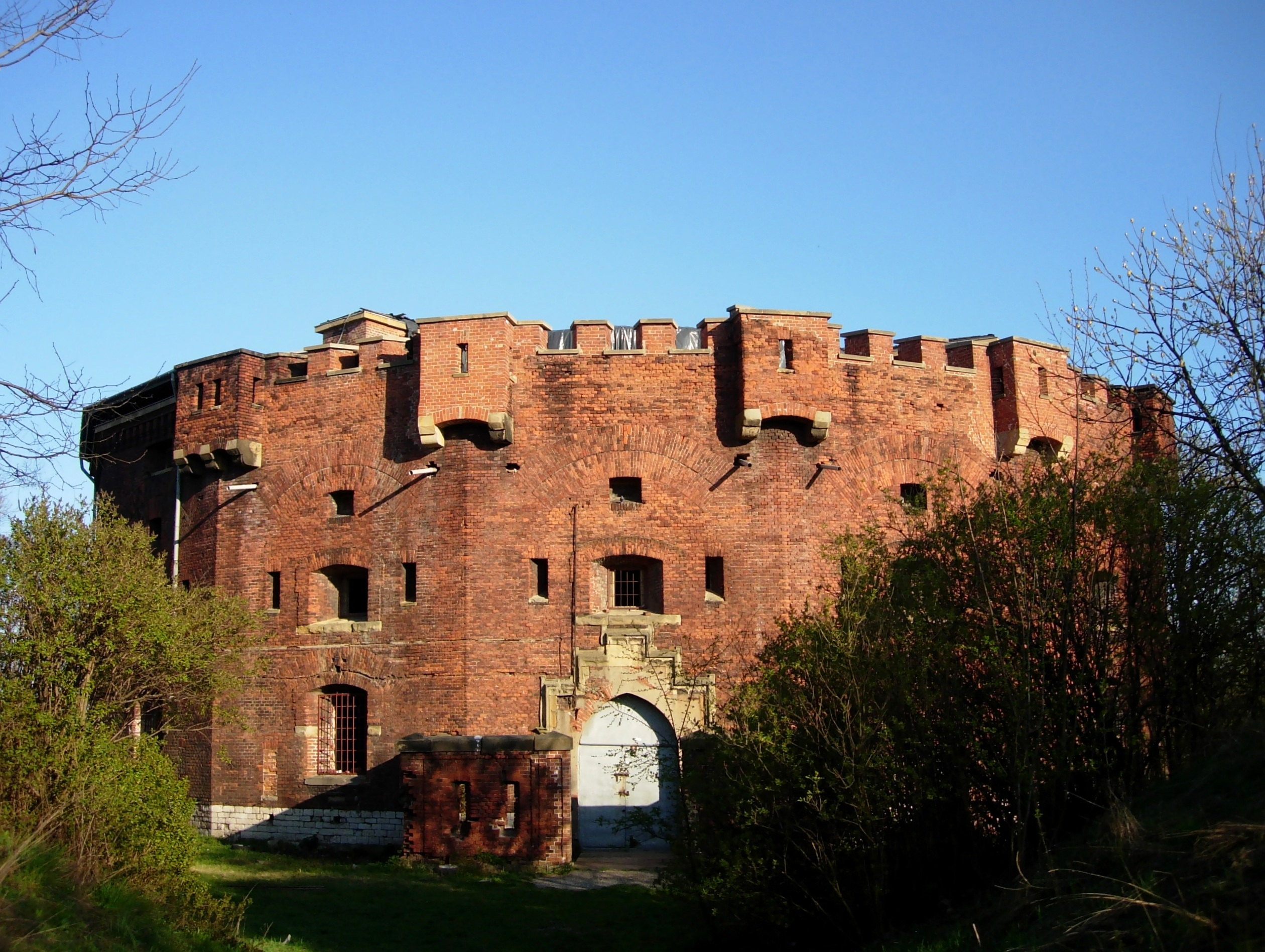
Fort „św. Benedykt”

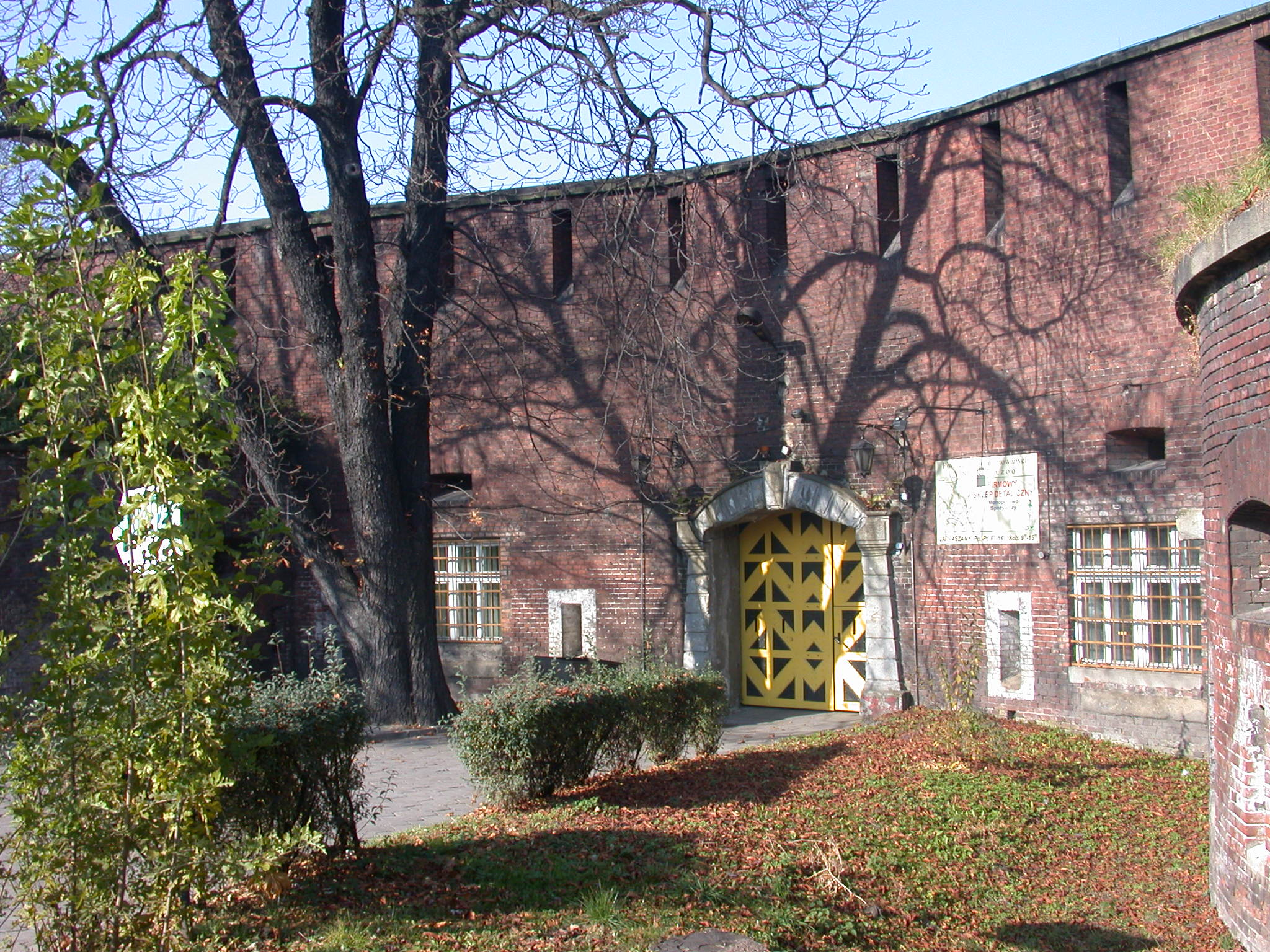
Fort „Kleparz”

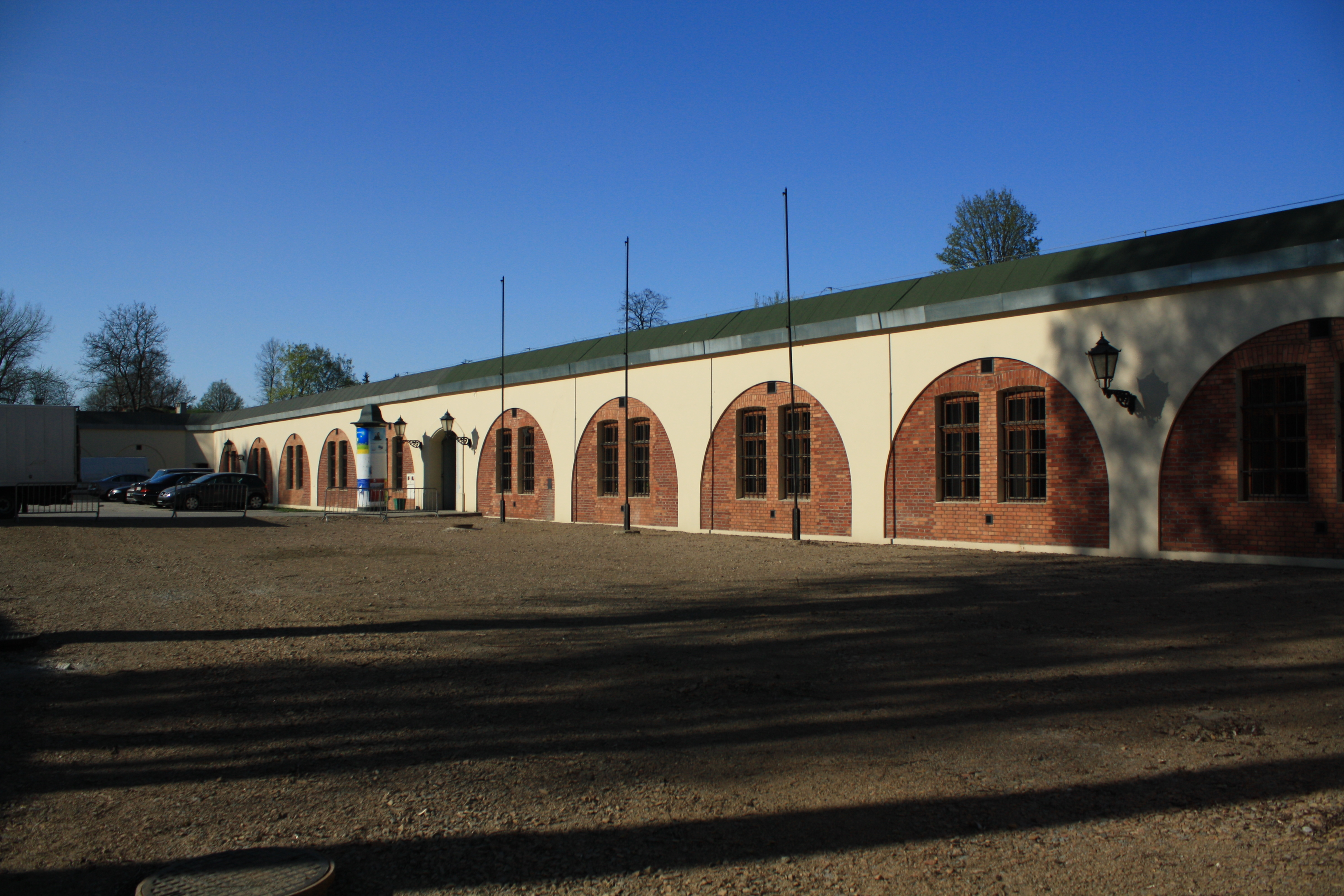
Fort „Krzesławice”

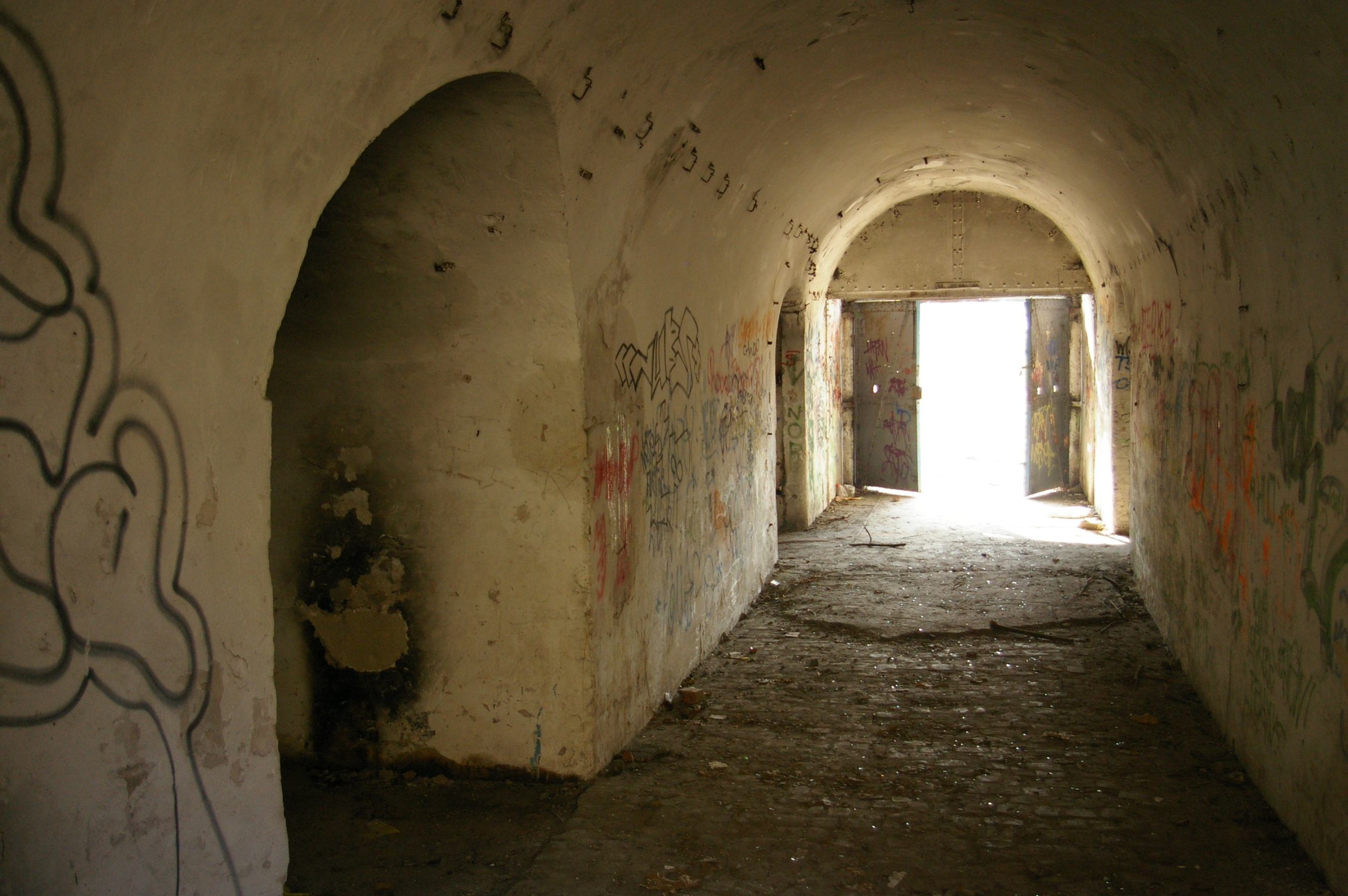
Fort „Batowice”

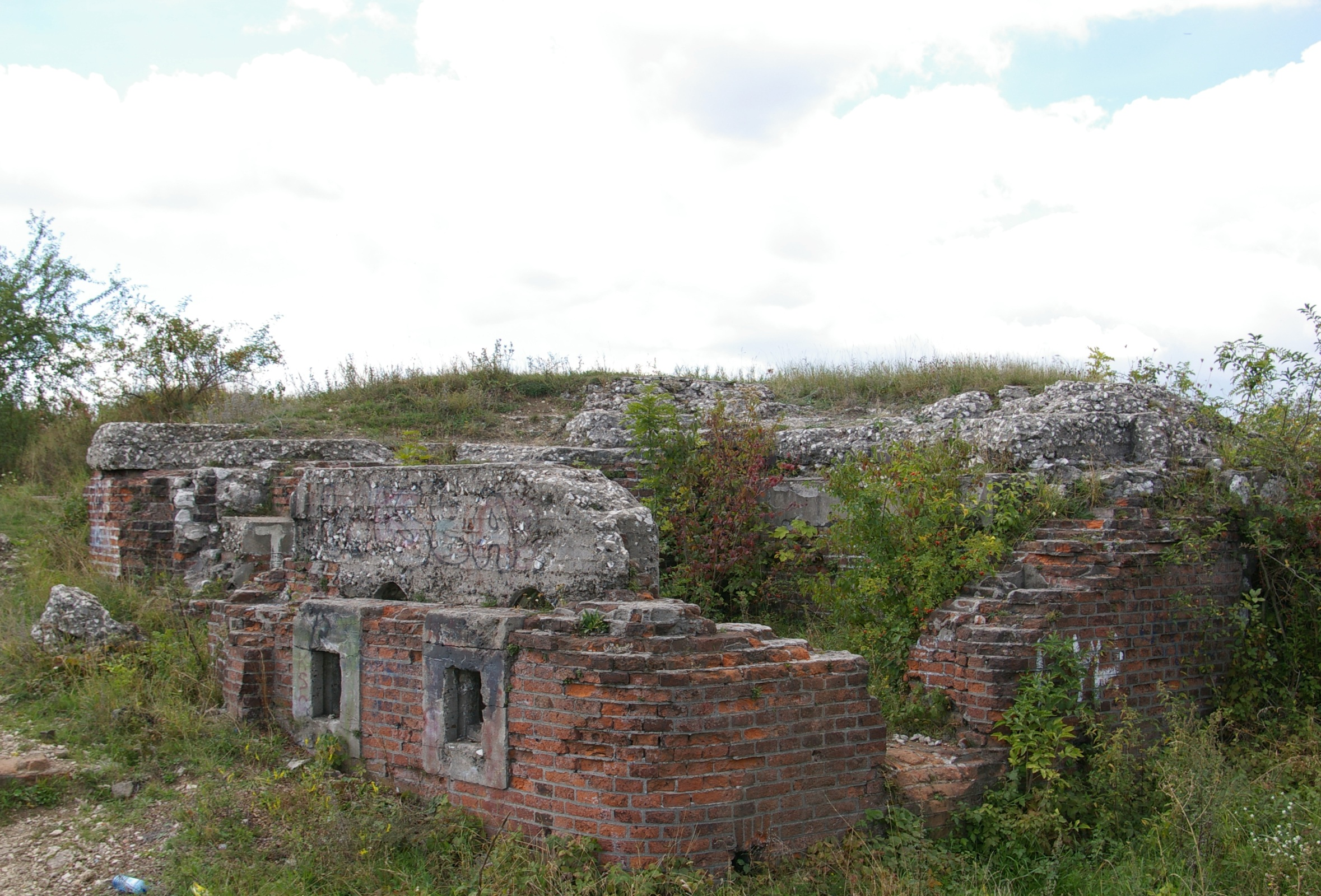
Fort „Bodzów”

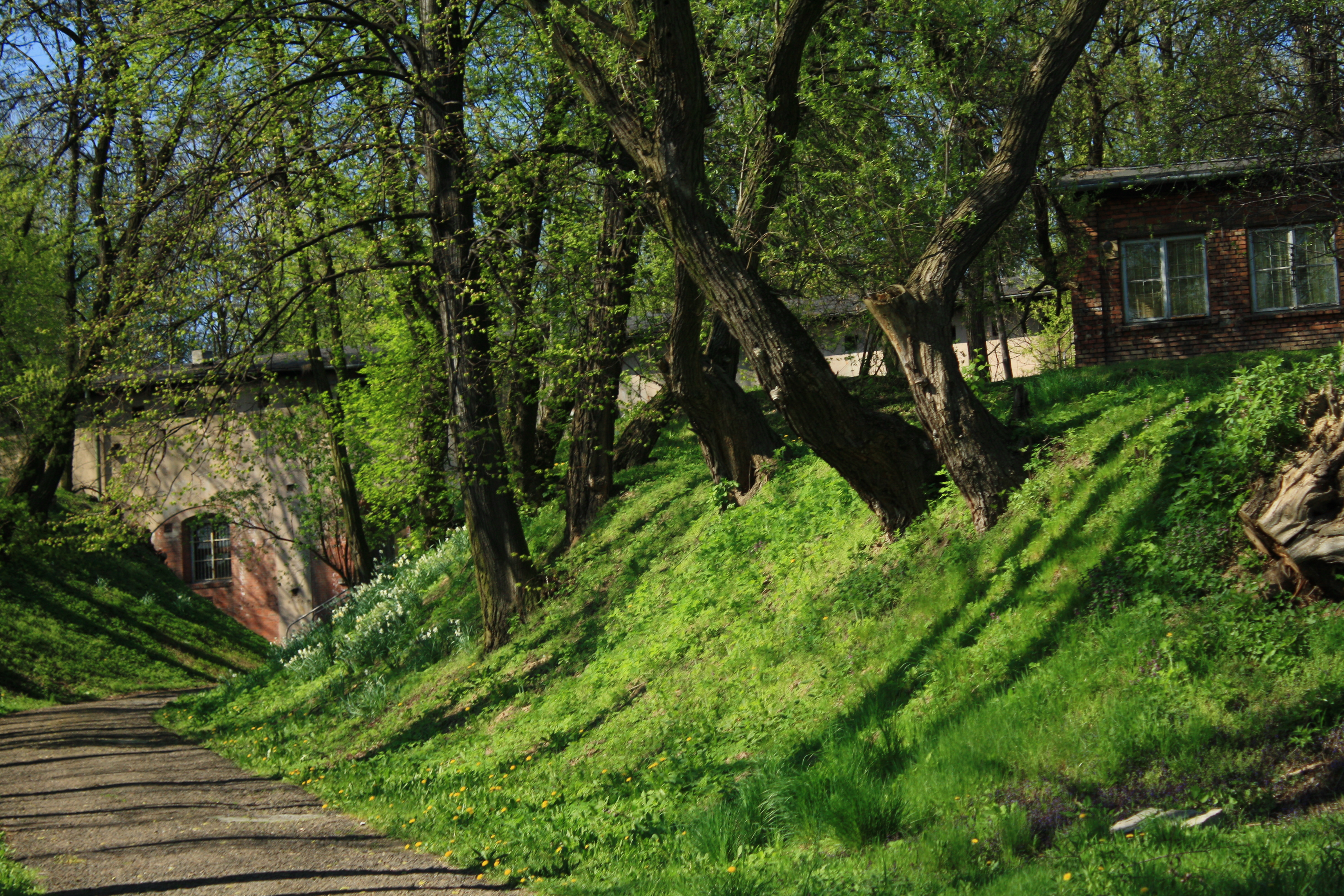
Fort „Dłubnia”

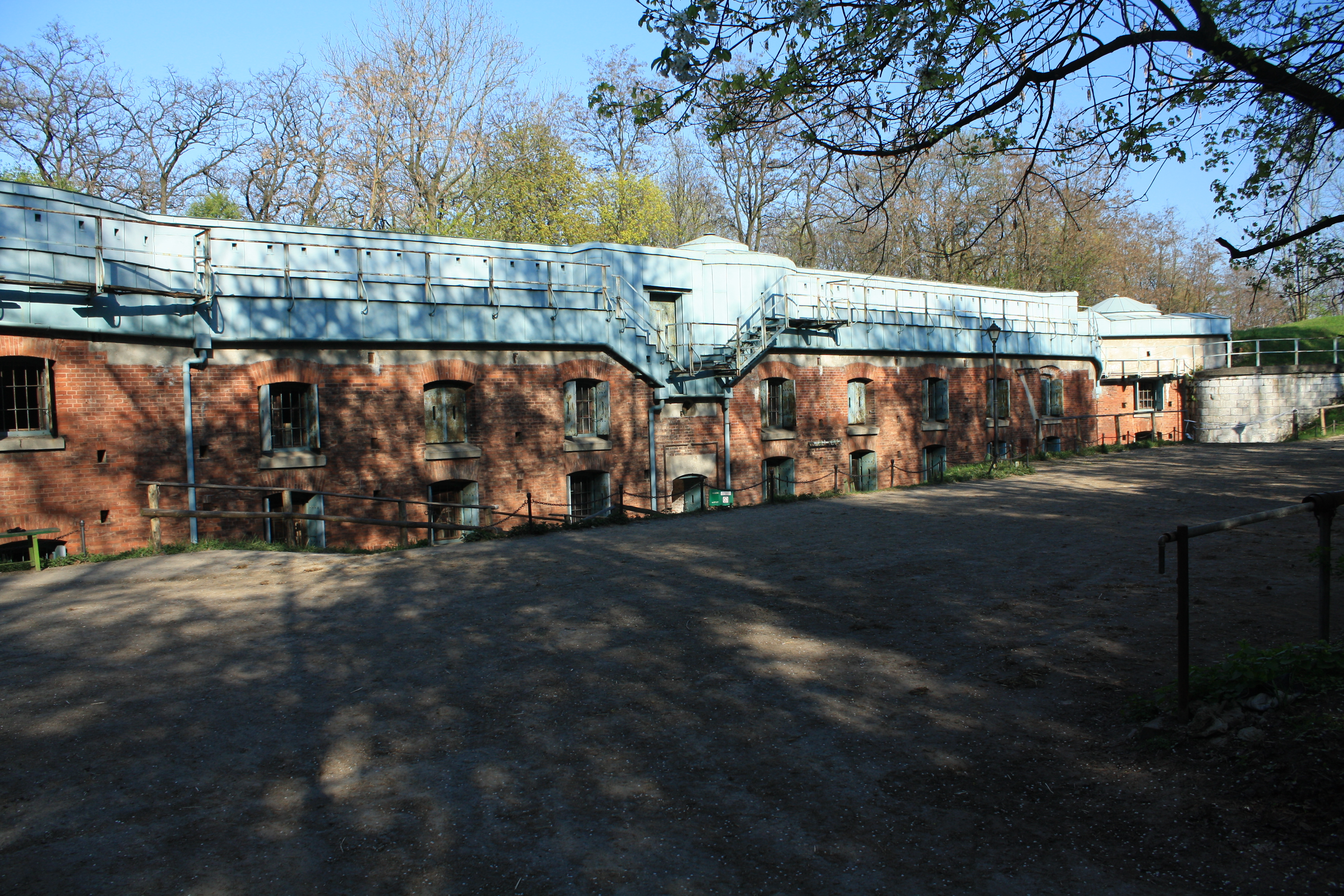
Fort „Grębałów”

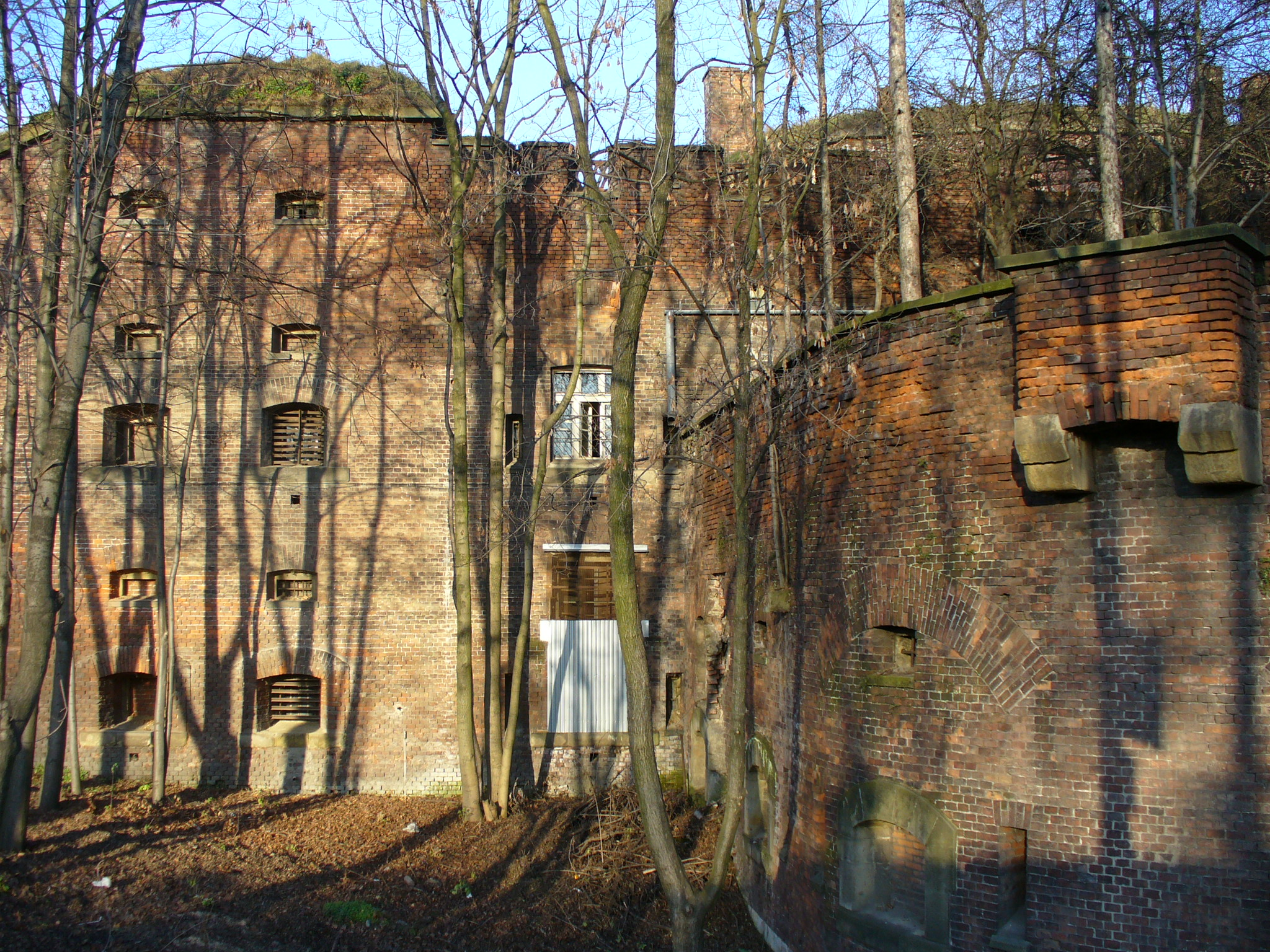
Fort „Luneta Warszawska”

Szlak Twierdzy Kraków – pieszo-rowerowy szlak dawnej Twierdzy Kraków, trasa o charakterze historyczno-turystyczno-krajoznawczo-kulturowym. Szlak łączy poszczególne elementy fortyfikacji „Twierdza Kraków składającej się ze 100 obiektów o charakterze militarnym, w tym 38 dużych fortów, z których 3 są bardzo zdewastowane, 9 jest w dobrym stanie, 7 jest zagospodarowanych, 6 ma szansę na adaptację”.

## Przebieg szlaku
Przebieg pieszo-rowerowego Szlaku Twierdzy Kraków pokrywa się w dużej mierze z historyczną, forteczną drogą rokadową. Szlak pieszo-rowerowy oznakowany jest jako  żółto-czarno-żółty (barwy Habsburgów i cesarskiej Austrii), a składa się z dwóch odcinków: północnego (60 km) oraz południowego (41 km) zgodnie z naturalnym ukształtowaniem terenu nad Wisłą (zobacz mapa szlaku).

### Pętla północna
Odcinek północny od Fortu „Mogiła” do Fortu „Kościuszko” (lewy brzeg Wisły z Nowej Huty nieopodal Kopca Wandy do Salwatora łącząc forty położone w północnej części miasta). Ze względu na jej długość (łącznie około 60 km) warto ją podzielić na dwa odcinki.
Pierwszy pododcinek pętli północnej:
- Trasa: ul. Igołomska – Fort Mogiła (0,2 km) – Kopiec Wandy (1 km) – Fort Grębałów (6 km) – Fort Krzesławice (7 km) – Fort Dłubnia (8 km) – Fort Mistrzejowice (11 km) – Fort 48 „Batowice” (12,5 km) – Fort Sudół (14 km) – Fort Łysa Góra (17,5 km) – Fort Węgrzce (18 km) – Witkowice (21 km) – /zjazd do reliktów prochowni + 1,4 km/ – Fort Bibice (25 km) – /zjazd do Fortu Zielonki + 0,6 km/ – Fort Zielonki (26,5 km) – Zielonki centrum
- Długość trasy: 28 km
- Skala trudności: 3/6
- Oznakowanie: dobre
- Czas jazdy wraz ze zwiedzaniem: 3-4 godziny

Drugi pododcinek pętli północnej:
- Trasa: Zielonki centrum – Czerwony Most (1,2 km) – Fort Pękowice (2,5 km) – Fort Tonie (3,5 km) – /zjazd do Fortu Pasternik + 2 km/ – Fort Pasternik (10,5 km) – Fort Mydlniki (13 km) – Chełm (16,5 km) – Fort Olszanica (18 km) – Fort Skała (20 km) – Fort Bielany (tzw. „Krępak”) (22 km) – Opactwo na Bielanach (23,5 km) – ZOO (26,5 km) – Fort Kościuszko (30 km) – Salwator pętla
- Długość trasy: 32 km
- Skala trudności: 4/6
- Oznakowanie: dobre
- Czas jazdy wraz ze zwiedzaniem: 3-4 godziny

### Pętla południowa
Odcinek południowy od Fortu „Lasówka” przez Fort „Bodzów” do Fortu „Św. Benedykta” (prawy brzeg Wisły z Płaszowa przez Ludwinów do Krzemionek łącząc fortyfikacje leżące w południowej części miasta). Charakterystyka tej części szlaku przedstawia się następująco:
- Trasa: Wzgórze Lasoty – Rondo Matecznego (2 km) – Ludwinów / ul. Twardowskiego (4,5 km) – Skałki Twardowskiego (6,5 km) – Fort Bodzów (10 km) – Fort Winnica (12,5 km) – Forty Skotnickie (południowy i północny) (15,5 km) – Fort Borek (20 km) – Fort Łapianka (21 km) – Uzdrowisko w Swoszowicach (23 km) – Fort Swoszowice (25 km) – Fort Rajsko (26 km) – /zjazd do szańców fortu Rajsko (ul. Kuryłowicza) + 2 km / – Forty Kosocickie (wschodni oraz zachodni) (29-30 km) – Fort Prokocim (33 km) – Fort Lasówka (39 km) – ul. Rybitwy
- Długość trasy: 41 km
- Skala trudności: 3/6
- Oznakowanie: dobre
- Czas jazdy wraz ze zwiedzaniem: 4-5 godzin

## Stan zagospodarowania obiektów Szlaku Twierdzy Kraków

### Forty zagospodarowane
1. Fort 2 „Kościuszko” – siedziba radia RMF FM, muzeum, kawiarnia
2. Fort 38 „Skała” – Obserwatorium Astronomiczne UJ
3. Fort 39 „Olszanica” – ośrodek jeździecki, schronisko jeździeckie
4. Fort 45 „Zielonki” – hotel „Twierdza” oraz strzelnica
5. Fort 47a „Węgrzce” – siedziba firmy transportowej, strzelnica
6. Fort 49 „Krzesławice” – Młodzieżowy Dom Kultury
7. Fort 49 ¼ „Grębałów” – ośrodek jeździecki
8. Fort III Kleparz – piwnica win importowanych, klub muzyczny „Forty Kleparz”
9. Fort 51 ½ „Swoszowice” – „Muzeum Spraw Wojskowych”

### Forty w trakcie adaptacji
1. Fort 44 „Tonie” docelowo główny obiekt Muzeum Twierdzy Kraków.
2. Fort 50a „Lasówka” – kompleks turystyczno-rekreacyjno-hotelowy, w fazie mglistych planów
3. Fort 52a „Łapianka” – Muzeum Ruchu Harcerskiego
4. Fort pancerny 52 1/2 S „Sidzina” – planowane centrum hipoterapii, turystyka militarna kulturowa

### Forty niezagospodarowane w dobrym stanie
1. Fort 31 „Benedykt”
2. Fort 48 „Batowice”

### Forty zdewastowane
1. Fort 48a „Mistrzejowice”

### Relikty fortów (pozostałości lub zachowane obrysy)
1. Fort „Lasówka”
2. Fort „Bodzów”
3. Fort „Lubicz”

### Forty wyburzone (nieistniejące, niewidoczne)
1. Fort 33 „Krakus”
2. Fort 9 „Krowodrza”